# NGC 5431
NGC 5431 ist eine Balken-Spiralgalaxie vom Hubble-Typ SBb im Sternbild Bärenhüter am Nordsternhimmel. Sie ist schätzungsweise 266 Millionen Lichtjahre von der Milchstraße entfernt und hat einen Durchmesser von etwa 60.000 Lj.

Im selben Himmelsareal befinden sich u. a. die Galaxien NGC 5423, NGC 5424, NGC 5434, NGC 5437.
Das Objekt wurde am 25. April 1883 von Wilhelm Tempel entdeckt.